# Großsteingrab Wittstedt
Das Großsteingrab Wittstedt ist eine zwischen 3500 und 2800 v. Chr. entstandene Megalithanlage der jungsteinzeitlichen Trichterbecherkultur (TBK) nahe dem zur Gemeinde Hagen im Bremischen gehörenden Ortsteil Wittstedt im Landkreis Cuxhaven in Niedersachsen. Es trägt die Sprockhoff-Nummer 618.

## Lage
Das Grab liegt westlich von Wittstedt im Nesser Höpens Moor.

## Beschreibung
Bei der Anlage handelt es sich um ein nordnordost-südsüdwestlich orientiertes Ganggrab. Bei der Aufnahme durch Ernst Sprockhoff im Jahr 1927 steckte die Kammer noch tief im Moor, so dass nur vier Decksteine und drei Tragsteine zu erkennen waren, die Sprockhoff aber nicht sicher zuordnen konnte. Einen etwas nördlich abseits liegenden Stein deutete er als Rest einer Einfassung. Mittlerweile ragt das Grab etwas weiter aus dem Boden und ist als hervorragend erhalten einzustufen. Sämtliche großen Steine sind noch erhalten. Insgesamt sind dies vier Wandsteinpaare an den Langseiten, zwei Abschlusssteine, vier Decksteine, sowie ein Gang an der südlichen Langseite, der aus einem Wandsteinpaar und einem Deckstein besteht.